# Uzsa
Uzsa es un pueblo ubicado en el distrito de Tapolca, en el condado de Veszprém, Hungría.

## Superficie
Posee una superficie de 11,50 kilómetros cuadrados.

## Demografía
Hasta 2019 la población era de 309 habitantes, con una densidad de población de 26,87 habitantes por kilómetro cuadrado.